# Wang Shun

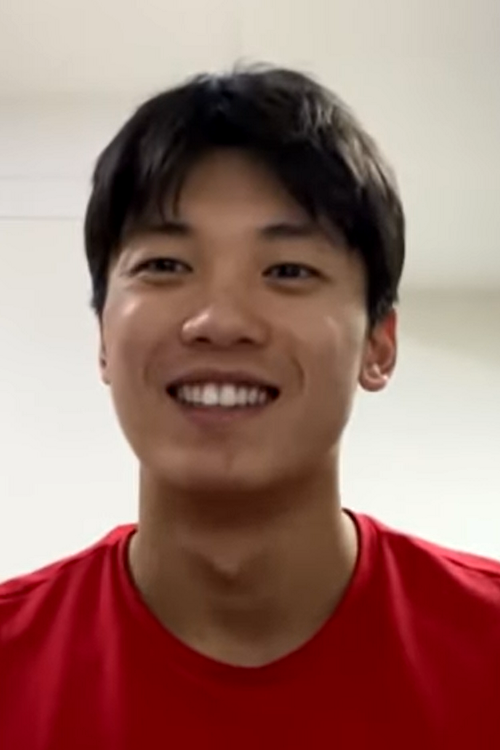
Wang Shun (2021)

Wang Shun (汪顺; * 11. Februar 1994 in Ningbo) ist ein chinesischer Schwimmer. Er gewann bei Olympischen Spielen eine Goldmedaille und zwei Bronzemedaillen. Bei Weltmeisterschaften erhielt er auf der 50-Meter-Bahn einmal Silber und viermal Bronze sowie auf der 25-Meter-Bahn zweimal Gold und einmal Bronze. Bei Asienspielen erschwamm er eine Goldmedaille sowie je zwei Silber- und Bronzemedaillen.

## Sportliche Karriere

### Die frühen Jahre bis zum Olympiajahr 2012
Seine erste internationale Medaille gewann Wang Shun 2010, als er bei den Asienspielen in Guangzhou über 200 Meter Lagen Zweiter hinter dem Japaner Ken Takakuwa wurde. Auch die Weltmeisterschaften 2011 fanden in China statt. Über 200 Meter Lagen schied Wang Shun in Shanghai im Vorlauf aus. Die chinesische 4-mal-200-Meter-Freistilstaffel mit Wang Shun, Zhang Lin, Li Yunqi und Sun Yang gewann die Bronzemedaille hinter den Staffeln aus den Vereinigten Staaten und aus Frankreich. Im Juli 2012 bei den Olympischen Spielen in London war Wang Shun über 200 Meter Lagen 22. der Vorläufe und verfehlte damit das Halbfinale. Bei den Asienmeisterschaften 2012 siegte Wang Shun sowohl über 200 Meter Lagen als auch über 400 Meter Lagen, seine dritte Goldmedaille erschwamm er mit der 4-mal-200-Meter-Freistilstaffel.

### Die Jahre von 2013 bis zum Olympiajahr 2016
Anfang April 2013 gewann Wang Shun bei den chinesischen Meisterschaften den Titel über beide Lagendistanzen. Über 200 Meter Freistil und über 200 Meter Schmetterling wurde er jeweils Zweiter. Bei den Weltmeisterschaften in Barcelona schied Wang Shun über 200 Meter Freistil im Halbfinale aus. Über 200 Meter Lagen wurde er Vierter mit einer halben Sekunde Rückstand auf die Medaillenränge. Die 4-mal-200-Meter-Freistilstaffel wurde wie zwei Jahre zuvor Dritte, diesmal lag das US-Team und das russische Quartett vor den Chinesen, die mit Wang Shun, Hao Yun, Li Yunqi und Sun Yang angetreten waren. 2014 bei den Asienspielen in Incheon siegte über 200 Meter Lagen der Japaner Kōsuke Hagino vor seinem Landsmann Hiromasa Fujimori, Wang Shun wurde Dritter.
Bei den Weltmeisterschaften 2015 in Kasan siegte über 200 Meter Lagen Ryan Lochte aus den Vereinigten Staaten vor dem Brasilianer Thiago Pereira. 2016 gewann Wang Shun die chinesischen Meistertitel über beide Lagendistanzen und über 200 Meter Freistil. Bei den Olympischen Spielen in Rio de Janeiro fand zunächst der Wettbewerb über 400 Meter Lagen statt. Wang Shun schwamm im Vorlauf die zehntbeste Zeit und verfehlte die Finalteilnahme um fast eine Sekunde. Vier Tage später war Wang Shun im Vorlauf über 200 Meter Lagen Achtschnellster, im Halbfinale schwamm er die sechstbeste Zeit. Das Finale gewann Michael Phelps seinen vierten Titel in Folge mit fast zwei Sekunden Vorsprung vor Kōsuke Hagino. Mit 0,44 Sekunden Rückstand auf Silber schlug Wang Shun als Dritter an und hatte 0,16 Sekunden Vorsprung auf Hiromasa Fujimori auf dem vierten Platz. Im November 2016 siegte Wang Shun bei den Asienmeisterschaften über 200 Meter Lagen. Über 400 Meter Lagen und über 200 Meter Freistil wurde er Zweiter. Ende 2016 bei den Kurzbahnweltmeisterschaften in Windsor gewann Wang Shun den Titel über 200 Meter Lagen vor dem Deutschen Philip Heintz. Über 100 Meter Lagen verfehlte der Chinese als Vierter die Bronzemedaille um 0,04 Sekunden. Mit der 4-mal-200-Meter-Freistilstaffel belegte Wang Shun den siebten Rang.

### Die Jahre von 2017 bis 2020
Bei den Weltmeisterschaften 2017 in Budapest verfehlte Wang Shun über 200 Meter Freistil, mit der 4-mal-200-Meter-Freistilstaffel und über 400 Meter Lagen die Endlaufteilnahme. Über 200 Meter Lagen siegte Chase Kalisz aus den Vereinigten Staaten vor Kōsuke Hagino, 0,27 Sekunden dahinter wurde Wang Shun Dritter. Im August 2018 bei den Asienspielen in Jakarta siegte Wang Shun über 200 Meter Lagen mit 0,23 Sekunden vor Hagino. Die chinesische 4-mal-200-Meter-Freistilstaffel wurde Zweite hinter dem japanischen Quartett. Über 400 Meter Lagen siegte der Japaner Daiya Seto vor Hagino und Wang Shun. Im Dezember 2018 war Hangzhou Austragungsort der Kurzbahnweltmeisterschaften 2018. Wang Shun siegte über 200 Meter Lagen und wurde über 100 Meter Lagen Siebter. Die 4-mal-200-Meter-Freistilstaffel erschwamm die Bronzemedaille hinter den Brasilianern und den Russen. Bei den Weltmeisterschaften 2019 in Gwangju wurde Wang Shun Sechster sowohl über 200 Meter Lagen als auch mit der 4-mal-200-Meter-Freistilstaffel. Über 400 Meter Lagen schied er als 23. der Vorläufe aus.

### Die Jahre ab 2021 mit dem Olympiasieg
Wegen der COVID-19-Pandemie wurden die Olympischen Spiele in Tokio erst 2021 ausgetragen. Über 400 Meter Lagen verfehlte Wang Shun die Endlaufteilnahme als Zehnter der Vorläufe um 0,43 Sekunden. Mit der 4-mal-200-Meter-Freistilstaffel schwamm er die neuntbeste Vorlaufzeit, 0,54 Sekunden hinter den achtplatzierten Brasilianern. Am Tag nach dem Staffelvorlauf fanden die Vorläufe über 200 Meter Lagen statt. Wang Shun schwamm die siebtschnellste Vorlaufzeit. Im Halbfinale war Wang Shun deutlich der Schnellste. Im Endlauf schlug Wang Shun nach 1:55,00 Minuten an mit 0,28 Sekunden Vorsprung vor dem Briten Duncan Scott. Die Bronzemedaille gewann der Schweizer Jérémy Desplanches 0,05 Sekunden vor dem Weltmeister von 2019 Daiya Seto. Ende 2021 wurde Wang Shun über 200 Meter Lagen Fünfter bei den Kurzbahnweltmeisterschaften in Abu Dhabi.
2022 bei den Weltmeisterschaften in Budapest misslang Wang Shun auf beiden Lagendistanzen der Finaleinzug. In der 4-mal-100-Meter-Lagenstaffel wurde er im Finale auf der Rückenlage eingesetzt, die Staffel belegte den achten Platz. Ein Jahr später bei den Weltmeisterschaften in Fukuoka schied Wang Shun im Halbfinale über 200 Meter Lagen als Elfter aus. Bei den 2023 ausgetragenen Asienspielen 2022 in Hangzhou gewann er über 200 Meter Lagen ebenso die Goldmedaille wie mit den Staffeln über 4-mal 100 Meter Freistil, 4-mal 100 Meter Lagen und 4-mal 100 Meter Lagen im Mixed. Darüber hinaus sicherte er sich mit der Staffel über 4-mal 200 Meter Freistil die Silbermedaille und über 400 Meter Lagen Bronze. Bei den Olympischen Spielen 2024 in Paris trat Wang Shun nur über 200 Meter Lagen an. Hinter dem Franzosen Léon Marchand und dem Briten Duncan Scott erschwamm der Chinese die Bronzemedaille knapp vor Carson Foster aus den Vereinigten Staaten.